# Araucanía
Araucanía (Nederlands: Araucanië) is een van de zestien regio's van Chili en heeft als regionummer het Romeinse nummer IX. De hoofdstad van de regio is Temuco. De regio Araucanía heeft 957.224 inwoners (2017) en is gelegen in het midden van het land.
Het vormt het historische hartland van de Mapuche (vroeger 'Araucaniërs' genoemd) en werd voor de verovering van Chili door Spanje ook al als Araucanía (of Araucana) aangeduid door de Spanjaarden. Het was oorspronkelijk gelegen tussen de rivieren Río Itata en de Río Toltén en de Mapuche wisten hier de Inca's tegen te houden tijdens de Slag aan de Maule (waarschijnlijk tijdens de regering van Tupaq Inka Yupanki). Na vele gevechten tussen de Spanjaarden en de Mapucho gedurende de langdurige Arauco-oorlog werd de grens van Araucanía officieel erkend door de Spaanse koloniale overheid als liggend tussen de rivieren Toltén en Bio Bio en wisten de Mapuche zo gedurende de hele Spaanse koloniale geschiedenis hun onafhankelijkheid te behouden. In de 19e eeuw groeide het inmiddels onafhankelijke Chili echter snel in inwonertal en op economisch en militair gebied en aasde de regering ook op Araucanía, dat zich tussen het noordelijke en zuidelijke deel van Chili bevond. Nadat de Fransman Orelie-Antoine de Tounens het grotendeels verbeelde Koninkrijk Araucanië en Patagonië had opgericht, werd dit door opeenvolgende Chileense presidenten als voorwendsel gebruikt om het gebied langzaam maar zeker in te lijven bij de Chileense staat vanaf 1860, een proces dat bekendstaat als de Bezetting van Araucanía. In 1890 was het hele gebied in handen van de Chilenen. De Mapucha verloren bijna al hun land en velen werden gedood. De Argentijnse overheid veroverde de gebieden van de Mapuche aan de andere zijde van de Andes in Patagonië (de Verovering van de Woestijn genoemd), waarop veel Mapucha's naar het Chileense deel vluchtten. Inwoners van het gebied zijn sindsdien naar Chileense steden getrokken.

## Geschiedenis
De VN-rapporteur toonde zich medio juli 2004 bezorgd over situatie van de Mapuches in Araucanía. Hun protest wordt regelmatig in de kiem gesmoord door gewelddadig optreden van de politie. In het mensenrechtenverslag van de Ethische Commissie tegen Martelingen (CECT) werd in Chili een groot aantal gevallen van onrechtvaardige opsluitingen en martelingen vastgesteld. Ook kinderen die gescheiden worden van hun ouders en alleen verder moeten, is een veelvoorkomend probleem.
Deze volgens de Mapuche illegale acties van de politie worden aan het oog onttrokken door de antiterrorismewet, een erfenis uit de dictatuur van Augusto Pinochet. Door deze wet die administratieve detentie (dus zonder tussenkomst van een rechter) mogelijk maakt kunnen de Mapuche gemakkelijk onterecht gevangen gezet worden wegens terrorisme. Hun actievoeren voor hun rechten wordt zo gecriminaliseerd en geneutraliseerd.

De Chileense regering maakt bij het controleren en pacificeren van de Mapuche-bevolking gebruik van hoogwaardige Israëlische bewakingstechnologie.

## Bestuurlijke indeling
De regio is ingedeeld in twee provincies met in totaal 32 gemeenten.

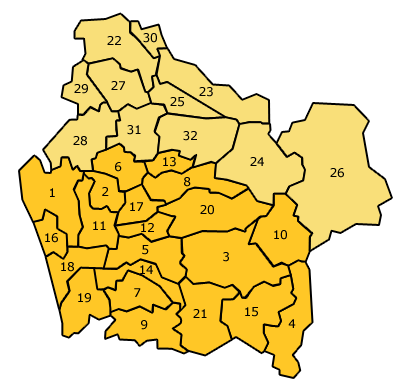
Gemeenten en provincies in Araucanía

De met een asterisk gemarkeerde plaatsen zijn provinciehoofdsteden.
Cautín:
1. Carahue
2. Cholchol
3. Cunco
4. Curarrehue
5. Freire
6. Galvarino
7. Gorbea
8. Lautaro
9. Loncoche
10. Melipeuco
11. Nueva Imperial
12. Padre Las Casas
13. Perquenco
14. Pitrufquén
15. Pucón
16. Saavedra
17. Temuco *
18. Teodoro Schmidt
19. Toltén
20. Vilcún
21. Villarrica
Malleco:
22. Angol *
23. Collipulli
24. Curacautín
25. Ercilla
26. Lonquimay
27. Los Sauces
28. Lumaco
29. Purén
30. Renaico
31. Traiguén
32. Victoria